# Xiao Ruoteng
Xiao Ruoteng (肖若腾S, Xiào RuòténgP; Pechino, 30 gennaio 1996) è un ginnasta cinese, campione del mondo individuale nel 2017.

## Biografia
Xiao Ruoteng ha fatto parte della squadra cinese giunta terza ai Mondiali di Glasgow 2015, mentre personalmente si è classificato nono nel concorso individuale. Ai Mondiali di Montreal 2017 si è imposto nel concorso individuale salendo sul gradino più alto del podio davanti al connazionale Lin Chaopan e al giapponese Kenzō Shirai; durante gli stessi campionati è stato pure medaglia di bronzo al cavallo con maniglie.
Insieme a Deng Shudi, Lin Chaopan, Sun Wei, e Zou Jingyuan, ha vinto con la Cina la medaglia d'oro nel concorso a squadre ai Mondiali di Doha 2018. In una serratissima finale del concorso individuale si è visto strappare il titolo dal russo Artur Dalalojan che, con entrambi gli atleti che hanno concluso le rotazioni con eguale punteggio di 87.598 punti, ha prevalso nella nuova conta ottenuta eliminando i punteggi più bassi. Sorte inversa ha avuto invece al cavallo con maniglie, dove stavolta a parità di punti con il britannico campione uscente Max Whitlock è stato lui a prevalere per la migliore esecuzione guadagnando il primo posto.
Ai Mondiali di Stoccarda 2019 ha vinto la medaglia d'argento con la squadra cinese e il bronzo al corpo libero, dietro l'israeliano Artem Dolgopyat e il filippino Carlos Yulo. È rimasto fuori dal podio, con due quarti posti, nel concorso individuale e alle parallele asimmetriche, venendo superato in quest'ultimo attrezzo da Kazuma Kaya che ha ottenuto il terzo posto in virtù della migliore esecuzione a parità di punteggio complessivo (entrambi con 14.966 punti).

## Palmarès
- Giochi olimpici

Tokyo 2020: argento nel concorso a squadre, argento nel concorso individuale; bronzo nel corpo libero.
Parigi 2024: argento nel concorso a squadre, bronzo nel concorso individuale.
- Mondiali

Glasgow 2015: bronzo nel concorso a squadre.
Montreal 2017 oro nel concorso individuale, bronzo nel cavallo.
Doha 2018: oro nel concorso a squadre e nel cavallo, argento nel concorso individuale.
Stoccarda 2019: argento nel concorso a squadre, bronzo nel corpo libero.
- Giochi asiatici

Giacarta 2018: oro nel concorso a squadre, argento nelle parallele, bronzo nel concorso individuale e nella sbarra.
Hangzhou 2022: oro nel concorso a squadre.
- Campionati asiatici di ginnastica artistica

Bangkok 2015: argento nel concorso a squadre e nel cavallo.
Hiroshima 2017: oro nel concorso a squadre, nel concorso individuale e nel cavallo, argento nel corpo libero e nella sbarra.